# کلی نکست د سی
کلی نکست د سی (به انگلیسی: Cley next the Sea) یک روستا و محله مدنی در بریتانیا است که در Cley Next the Sea واقع شده‌است. کلی نکست د سی ۸٫۶۳ کیلومتر مربع مساحت و ۴۳۷ نفر جمعیت دارد.